# Despersonalización
La despersonalización es una alteración de la percepción o la experiencia de uno mismo en la que uno se siente «separado» de los procesos mentales o cuerpo, como si uno fuese un observador externo a los mismos. Puede ser a causa del uso recreativo de drogas psicótropas, pero más usualmente deriva de ansiedad y abuso constante emocional y/o físico.[cita requerida] Una persona que sufre de despersonalización siente que ha cambiado y el mundo se ha hecho menos real, vago, de ensueño o carente de significado. Puede ser a veces una experiencia bastante perturbadora, en tanto que muchos sienten que efectivamente «viven en un sueño».
El término «despersonalización crónica» se refiere al desorden de despersonalización, el cual es clasificado en el DSM-IV como un trastorno disociativo. El término «desrealización» es similar y a menudo se usan indistintamente; sin embargo, más específicamente la desrealización es sentir que nada es real, mientras que la despersonalización es sentir que uno está «separado» de su cuerpo o mundo. Aunque estas sensaciones pueden ocurrirle a cualquiera, son más prominentes en desórdenes de ansiedad, esquizofrenia, trastorno bipolar, depresión mayor, trastorno obsesivo-compulsivo, privación de sueño y algunos tipos de epilepsia. 

## Descripción
Los individuos que experimentan despersonalización se sienten separados tanto de su mundo como de su identidad y existencia física. A menudo la persona que ha experimentado la despersonalización afirma que la vida «se siente como una película» o que las cosas se sienten irreales o difusas, y también se puede sentir falta de concentración, o que cueste más esfuerzo del habitual concentrarse en algo. Además, el reconocimiento de sí mismo falla (de ahí que se denomine de esta manera). La despersonalización puede resultar en niveles altos de ansiedad, los cuales pueden incrementar aún más estas percepciones.Se presenta en muchas ocasiones en el trastorno límite de la personalidad, determinándolo como un síntoma común en dicho trastorno.[cita requerida]

## Causas
La despersonalización es un efecto secundario de drogas disociativas y alucinógenas, al igual que de drogas comunes como la cafeína, el alcohol, la marihuana, y minociclina. Es un componente común del síndrome de abstinencia de muchas drogas.
Una causa muy común es que el paciente haya sido víctima de abuso, acompañando su despersonalización con una sensación de desesperanza y desesperación, y hasta ciertas ocasiones, ataques de ansiedad, cayendo en un estado de depresión mayor y llanto constante.
La despersonalización también puede acompañar la privación de sueño, el estrés y la ansiedad. Un estudio sobre estudiantes de pregrado encontró que individuos con una puntuación alta en la subescala de despersonalización/desrealización de la Escala de Experiencias Disociativas, exhibieron respuestas más pronunciadas de cortisol. Individuos con alta puntuación en la subescala de absorción, la cual mide experiencias de concentración con la exclusión del darse cuenta de otros eventos circundantes, mostraron respuestas de cortisol más débiles.

## Tratamiento
El tratamiento depende de la causa subyacente, o no.[cita requerida] Si la despersonalización es un síntoma de una enfermedad neurológica, el diagnóstico y tratamiento de la enfermedad específica es el enfoque primario. La despersonalización puede ser el síntoma cognitivo de enfermedades tales como la esclerosis lateral amiotrófica, la enfermedad de Alzheimer, esclerosis múltiple, la borreliosis, o cualquier otra enfermedad neurológica afectando el cerebro.[cita requerida]
Si la despersonalización es un síntoma psicológico, entonces el tratamiento puede depender del diagnóstico. Ella es a menudo síntoma del trastorno límite de la personalidad y trastorno bipolar, los cuales pueden ser tratados a largo plazo mediante psicoterapia y psicofármacos.

## Menciones del término por diversos autores
- El teniente coronel Dave Grossman, en su libro On Killing, sugiere que el entrenamiento militar crea artificialmente despersonalización en los soldados, suprimiendo su empatía y así hacer más fácil matar otros seres humanos.[cita requerida]

- Los existencialistas usan el término en otro contexto. El tratamiento de individuos por otros como si fuesen objetos, sin consideración por sus sentimientos, ha sido llamado «despersonalización». El determinismo ha sido acusado de esto. Véase también: cosificación.[cita requerida]

- Ronald Laing ha usado el término «despersonalización» para significar el temor a la pérdida de relaciones interpersonales por aquellos que se encuentran ontológicamente inseguros.[cita requerida]

- En la película Numb, el realizador Harris Goldberg hace referencia al trastorno a través del protagonista Hudson Milbank (Matthew Perry), quien comienza a sufrir repentinamente de despersonalización como consecuencia de una noche de marihuana con sus amigos. La película se desarrolla en torno a todos los sucesos que se desencadenan como consecuencia de su búsqueda de la cura para su condición.[cita requerida]

- En el documental Tarnation, el director Jonathan Caouette, que narra su propia vida, hace referencia al trastorno para explicar su propio estado, causado por el excesivo consumo de drogas.[cita requerida]
- Viktor Frankl en su libro El hombre en busca de sentido relata como los prisioneros del campo de concentración sufrían episodios de despersonalización cuando fueron liberados, pues percibían la realidad como «irreal» y eran incapaces de sentir alegría.[5]